# 中国共产党潢川县委员会
中国共产党潢川县委员会，是中国共产党在潢川县的领导机关。

## 第十三届
中国共产党潢川县第十三届委员会是潢川县在2021年8月31日召开的县第十三届委员会第一次全体会议上以无记名投票选举产生的党委领导层，以赵军伟为首。
- 潢川县第十三届委员会书记（县委书记）：赵军伟
- 潢川县第十三届委员会副书记（县委副书记）：余华、王强
- 潢川县第十三届委员会常务委员（县委常委）：赵军伟、余华、王强、任伟、邵永峰、江燕如、柳海宝、江发刚、邵燕、李庆松[1]